# 灵山遗址
灵山遗址，位于中华人民共和国浙江省台州市路桥区路北街道，是浙江省省级文物保护单位之一。
2017年1月13日，灵山遗址被列入第七批浙江省文物保护单位，该文物保护单位是一座古遗址。

## 发掘经过
2010年3月，一位考古爱好者于灵山捡到夹砂和夹碳陶片。2010年7月，浙江省文物考古研究所和路桥区博物馆人员联合开展考古勘探、试掘工作，发现该遗址具有河姆渡文化晚期特征，由此把台州沿海地区的文化源头从商周时期推到了距今近6000年前。